# Chaldäische al-Tahira-Kathedrale
Die Chaldäisch-katholische al-Tahira-Kathedrale, die Kirche der Unbefleckten Empfängnis der Jungfrau Maria (arabisch كاتدرائية الطاهرة للكلدان; syrisch ܥܹܕܬܐ ܕ (ܐܲܠܛܵܗܝܼܪܵܐ) ܕܟܲܠܕܵܝܹ̈ܐ ܓܲܘ ܡܲܘܨܸܠ), auch Kathedrale der Heiligen Maria (كاتدرائية القديسة مريم) oder Burgkirche al-Tahira (كنيسة الطاهرة القلعة), ist eine Kirche in der irakischen Stadt Mossul, die im 18. Jahrhundert errichtet wurde. Sie ist die Kathedrale der Erzeparchie Mossul-Aqra der Chaldäisch-katholischen Kirche.

## Standort
Die Chaldäisch-katholische Al-Tahira-Kathedrale steht in Mossul nördlich der Altstadt, etwa 80 m vom Westufer des Tigris entfernt, rund 70 m östlich der Imam-Muhsin-Moschee (جامع الإمام محسن) mit dem im Krieg zerstörten Mausoleum des Yahya Abu al-Qasim (مرقد الامام يحيى أبو القاسم) und 250 m nordwestlich der Fünften Brücke (الجسر الخامس) über den Tigris, auf 221 m Meereshöhe. Zwischen der Moschee und der al-Tahira-Kathedrale verläuft der nördlichste Abschnitt der Nabī-Dschirdschīs-Straße (شارع النبي جرجيس), die rund 1,5 km weiter südlich nahe der Syrisch-katholischen al-Tahira-Kathedrale in die Ninive-Straße (شارع نينوى) mündet. Nicht weit vom gegenüberliegenden, östlichen Ufer des Tigris liegen die Ruinen von Ninive.

## Geschichte
Die Chaldäisch-katholische Al-Tahira-Kathedrale von Mossul wurde im 18. Jahrhundert an einer Pilgerstätte mit einer vorherigen Marienkapelle errichtet, die in einem Dokument von 1693 bezeugt ist. Die chaldäische Eparchie Mossul wurde 1800 errichtet. 1830 wurde auch das chaldäische Patriarchat von Amid nach Mossul verlegt, wo zunächst die Sham’ûn-al-Safâ-Kirche, bald darauf aber die Mart-Meskinta-Kirche als Patriarchalkathedrale diente. Das chaldäische Patriarchat wurde 1950 nach Bagdad verlegt. Die chaldäische Eparchie Mossul wurde am 14. Februar 1967 zur Erzeparchie erhoben, und in den 1980er Jahren verlegte der chaldäische Erzbischof Georges Garmou den Sitz seiner Erzeparchie von Mart Meskinta in die al-Tahira-Kirche, die somit Kathedrale wurde.
Mit der Invasion der USA in Irak ab 2003 kam es auch in Mossul zu starken Christenverfolgungen. Im Juni 2004 gab es ein Bombenattentat auf den Erzbischofssitz, und am 7. Dezember 2004 drangen bewaffnete Männer in die Kirche ein, warfen die Anwesenden hinaus und brachten Sprengsätze in der Kirche und im Erzbischofssitz an, mit denen sie die Gebäude schwer beschädigten und drei Menschen verletzten. 2008 wurden der Erzbischof Paulos Faraj Rahho und seine drei Begleiter von Terroristen ermordet. Immer mehr Christen, darunter sehr viele Chaldäer, verließen die Stadt Mossul. Als der Daesch (IS) am 4. Juni 2014 Mossul angriff, lebten von etwa 60.000 Christen vor US-Invasion 2003 noch rund 30.000 in der Stadt. Von diesen blieb nach der Eroberung der Stadt durch Daesch am 10. Juni 2014 niemand. Die meisten christlichen Flüchtlinge aus Mossul kamen in die überwiegend christliche Stadt Ankawa im Norden der kurdischen Metropole Erbil, wo viele in der Chaldäischen Kathedrale St. Josef Unterkunft fanden. Erzbischof Emil Shimoun Nona emigrierte nach Australien, und der Bischofssitz war vakant.
Wie in anderen Kirchen verwüstete der Daesch das Innere der al-Tahira-Kirche. Durch das Bombardement bei der Rückeroberung Mossuls durch die irakischen Streitkräfte wurde im Juni 2017 besonders die oberen Teile der Kirche zerstört. Am 18. Januar 2019 wurde Najib Mikhael Moussa in der Chaldäischen Kathedrale St. Josef in Bagdad von Kardinal Louis Raphaël I. Sako zum neuen Erzbischof von Mossul geweiht. Inzwischen dient die Paulskirche aus den 1980er Jahren am anderen Ufer des Tigris als Prokathedrale.

## Architektur
Die al-Tahira-Kirche Mossul steht mit dem südlich von ihr im modernen Stil errichteten Sitz des chaldäischen Erzbistums (مطرانية الكلدان) auf einem kircheneigenen Straßenkarree. Sie bildet die nordöstliche Begrenzung eines Innenhofs, an den im Südwesten Nebengebäude angrenzen. Nordwestlich steht der Kirchturm und südöstlich unter der Kuppel das Heiligtum. Die Kirche ist vom Norden erreichbar über zwei Türen im dortigen Bogengang. Das Heiligtum ist vom Hauptschiff der dreischiffigen Kirche durch eine mächtige skulpturierte Wand in einer Linie mit der Königlichen Tür getrennt, über der zwei Spitzbögen mit Verzierungen und syrischen Inschriften verlaufen. Rechterhand führt eine Tür zum Taufbecken sowie linkerhand eine in die Sakristei und eine weitere zum Martyrium. Hier sind in der Wand mehrere Nischen für die Märtyrer zu finden. In der Mitte des Hauptschiffes stützen vier Pfeiler das geschmückte Gewölbe.

## Bistum und Bischof
Die Chaldäisch-katholische al-Tahira-Kathedrale ist Sitz der 1790 errichteten Chaldäisch-katholischen Erzeparchie Mossul-Aqra (Archieparchia Mausiliensis Chaldæorum). Sie umfasst neben der Stadt Mossul, in der es laut Kirche in Not 2019/2020 allerdings keine Präsenz der Chaldäisch-katholischen Kirche gibt, einen Teil der Ninive-Ebene mit Tel Keppe und Karamless, während Alqosch, Dschambur, Bandawaya, Scharafiya, Schechan, Tesqopa, Baqopa und Batnaya eine eigene Erzeparchie mit Sitz in der Georgskathedrale von Alqosch bilden. Es gab hier im Jahr 2016 etwa 14.100 Gläubige in 15 Pfarreien mit 8 Priestern. Im Jahre 2004 waren es noch etwa 22.600 Gläubige in 10 Pfarreien mit 14 Priestern gewesen. Seit dem 22. Dezember 2018 ist der am 9. September 1955 in Mossul geborene Najib Mikhael Moussa Mossuler Erzbischof.